# Cleopatra Alcyone
Cleopatrē Alcyone (tiếng Hy Lạp cổ: Κλεοπάτρη Ἀλκυόνη, đã Latinh hoá: Kleopátrē Alkuónē) là con gái của Idas và Marpessa. Cô còn là vợ của người anh hùng Meleager, người lãnh đạo cuộc săn lợn rừng Calydonian. Hai vợ chồng Alcyone có với nhau một người con gái là Polydora. Theo nhà du hành kiêm nhà địa lý người Hy Lạp Pausanias, Polydora là vợ của Protesilas, người lính đầu tiên đặt chân lên mảnh đất của thành Troy, và vì vậy mà trở thành người đầu tiên tử trận trong cuộc chiến thành Troy.

## Thần thoại
Alcyone có tầm ảnh hưởng và tầm quan trọng khác nhau tùy theo từng dị bản của câu chuyện. Khi con lợn rừng Calydonian bị giết, Meleager có quyền sở hữu hay trao đi bộ da con lợn vì anh là người giáng đòn kết liễu nó. Tuy nhiên, anh quyết định trao tặng nó cho Atalanta. Điều này khiến hai người cậu của Meleager là Plexippus và Agenor nổi giận, họ cảm thấy bị xúc phạm vì phụ nữ được nhận thưởng chứ không phải là đàn ông. Họ cướp lấy miếng da từ Atalanta, và Meleager giết họ trong cơn phẫn nộ. Theo một số dị bản, mẹ của Meleager là Althaea tức giận vì cái chết của các em trai bà chính là do con trai bà gây ra, bà lấy ra thanh củi quyết định số mệnh con trai mình rồi ném vào ngọn lửa, khiến Meleager chết ngay lập tức.
Theo các dị bản khác, hành động của Meleager dẫn đến cuộc tấn công của người Curetes nhằm vào thành Calydon, dẫn đầu là những người con trai của Thestius. Tuy nhiên, khi biết Althea nguyền rủa mình vì đã gây ra cái chết của những người em trai bà, Meleager tức giận nên từ chối không tham gia chiến đấu lại quân địch. Thay vào đó, anh trở về nhà bên người vợ Alcyone và phớt lờ gia đình, bạn bè thân thiết khi họ đến cầu xin anh bảo vệ cho thành Calydon khỏi sự bao vây. Chỉ có Alcyone thuyết phục được chồng cô bảo vệ thành, và Meleager vì vậy mới quay trở lại tham chiến. Quyết định này đã giúp cho bên Calydon giành được thắng lợi. Tuy nhiên, Althaea đã cầu khấn và van xin các vị thần giết con trai bà, và cuối cùng Meleager bị tử trận trong cuộc chiến.
Sau đó Cleopatra đau buồn rồi qua đời hoặc treo cổ tự vẫn vì cái chết của chồng. Điều đó có nghĩa là cả ba thế hệ người phụ nữ gồm Marpessa (mẹ của Alcyone), Alcyone và Polydora (con gái của Alcyone) đều tự tử sau cái chết của chồng họ.